# ABC de Castro Alves
ABC de Castro Alves é um livro biográfico relatando a vida do poeta Castro Alves, escrito por Jorge Amado, publicado originalmente em 1941, no Rio de Janeiro.

## Escrita e inspiração
O livro foi escrito por Jorge Amado durante o contexto do início da Segunda Guerra Mundial. Castro Alves é representado por Amado, assim como Luís Carlos Prestes seria em seu O Cavaleiro da Esperança (publicado em 1942), como um jovem líder em defesa da liberdade como um bem natural e absoluto. Nesse sentido, a luta abolicionista e comunista dos seus biografados espelha as ansiedades mais amplas de Amado com o contexto da guerra.